# Водонапорная башня (Бад-Зегеберг)
Водонапорная башня Бад-Зегеберга (нем. Wasserturm Bad Segeberg) — архитектурное сооружение в неороманском стиле, построенное в 1907—1910 годах по проекту архитектора Х. Т. Тиге в городе Бад-Зегеберг. Находится рядом с Меловой горой на востоке города. Памятник культуры с 1988 года.

## Сооружение

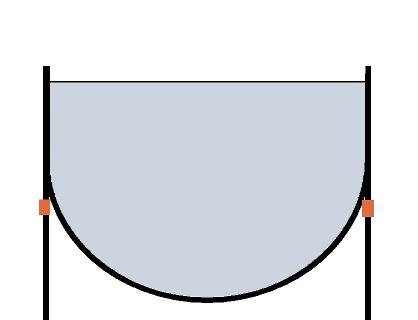
Резервуар «Баркхаузен»

Водонапорная башня представляет собой круглое кирпичное здание конусообразной формы, сужающееся от основания к крыше. В районе размещения резервуара конструкция слегка расширена. Завершает башню черепичная коническая крыша с медным наконечником. Автор проекта — архитектор Х. Т. Тиге.
Высота водонапорной башни Бад-Зегеберга составляет 34,6 метра; полезная высота при эксплуатации составляла 22,8 метра. Резервуар водонапорной башни объёмом в 200 кубических метров относился к типу «Баркхаузен», который был изобретён инженером-гидротехником Георгом Баркхаузеном.

## История эксплуатации
До 1910 года водоснабжение в Бад-Зегеберге осуществлялось из децентрализованных колодцев, к которым были подключены от 12 до 21 жилого дома. Колодцы эксплуатировались насосными компаниями или дерновыми сообществами. В городе следили за гигиеной. В 1910 году, после возведения гидротехнических сооружений с водонапорной башней, в городе появилось центральное водоснабжение. Однако из-за отсутствия в Бад-Зегеберге обязательного подключения к водопроводу, многие колодцы продолжали действовать до конца 1920-х годов. Водонапорная башня была выведена из эксплуатации в 1977 году, после чего здание никак не использовалось и пустовало. В 1988 году водонапорная башня получила статус памятника культуры.
В 1997 году здание было продано агенту по недвижимости, который перестроил внутреннее пространство водонапорной башни под жилое помещение. С этой целью внутри башни были построены новые уровни; теперь их семь. Работы по реконструкции по проекту архитекторов Беккера, Шосмахера и Юнгка длились два года.